# دولار فيجي
الدولار الفيجي (بالإنجليزية: Fijian dollar)‏ هي عملة جزر فيجي، علامة العملة (FJ $ أو $)، رمز العملة (FJD). أصدرت عملة فيجي منذ عام 1969، استخدمت من قبل بين عامي 1867 و 1873. وعادة ما يتم اختصارها بعلامة الدولار$ أو بدلاً من ذلك (FJ $) لتميزه عن
العملات الأخرى المقومة بالدولار. وهي مقسمة إلى 100 سنت.

## تاريخ العملة

### الدولار الأول (1867/1873)

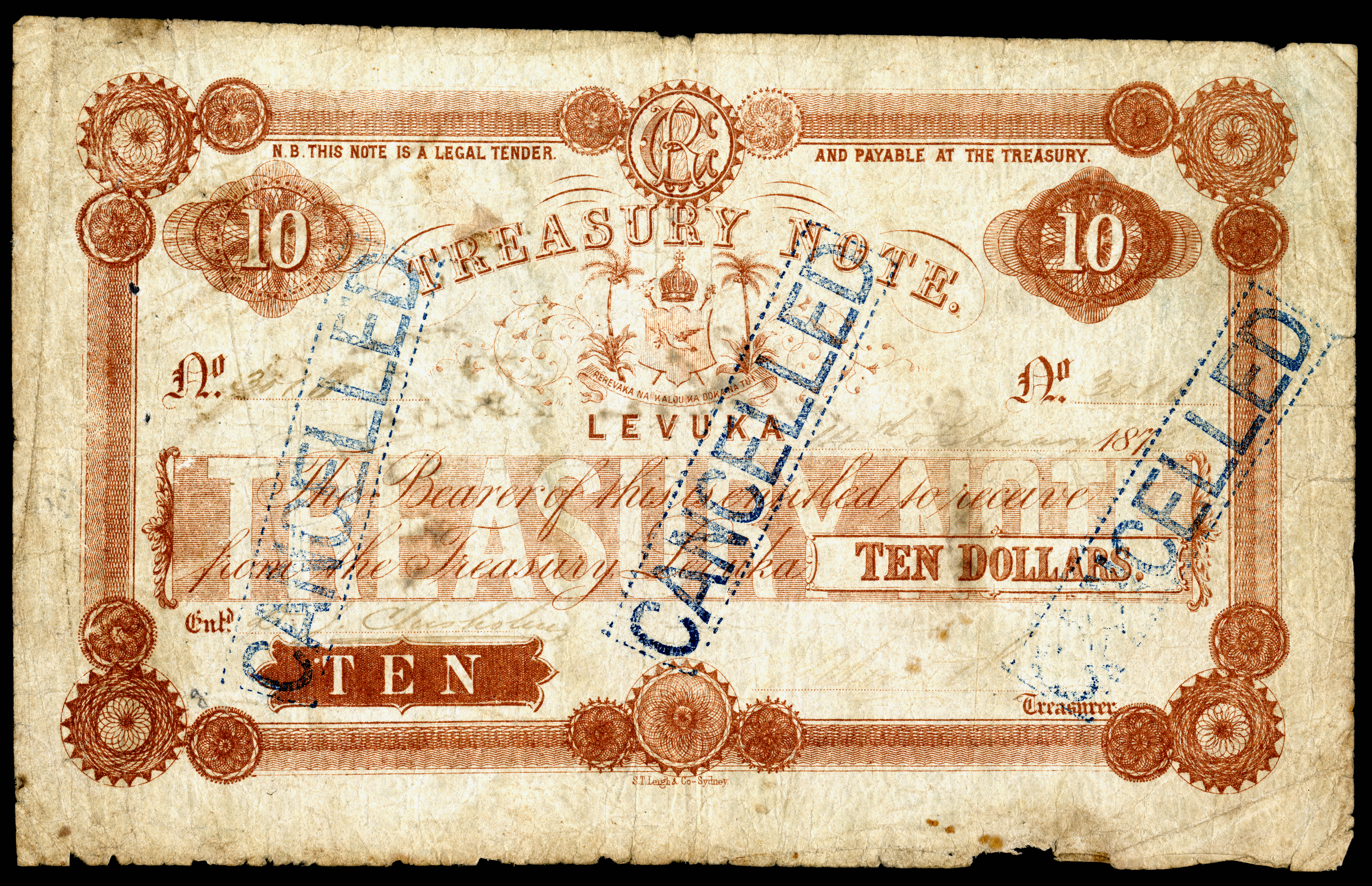
سلسلة 1867 فئة 10 دولارات

اتبعت فيجي نمط جنوب إفريقيا وأستراليا ونيوزيلندا في ذلك عندما اعتمدت النظام العشري. كان الدافع وراء اختيار اسم الدولار هو حقيقة أن القيمة المخفضة للعملة الجديدة تتوافق بشكل وثيق مع قيمة الدولار الأمريكي مقارنةً بالجنيه الإسترليني.

### الدولار الثاني (1969 حتى الآن)
أعيد تقديم الدولار الفيجي في 15 يناير 1969، ليحل محل الجنيه الفيجي بمعدل جنيه واحد = 2 دولار فيجي، أو 10 شلن = 1 دولار فيجي. على الرغم من أن فيجي كانت جمهورية مستقلة منذ عام 1987، استمرت العملات المعدنية والأوراق النقدية في إبراز الملكة إليزابيث الثانية حتى عام 2013، عندما استبدالت صورتها بصور النباتات والحيوانات.

#### سلسلة 2007

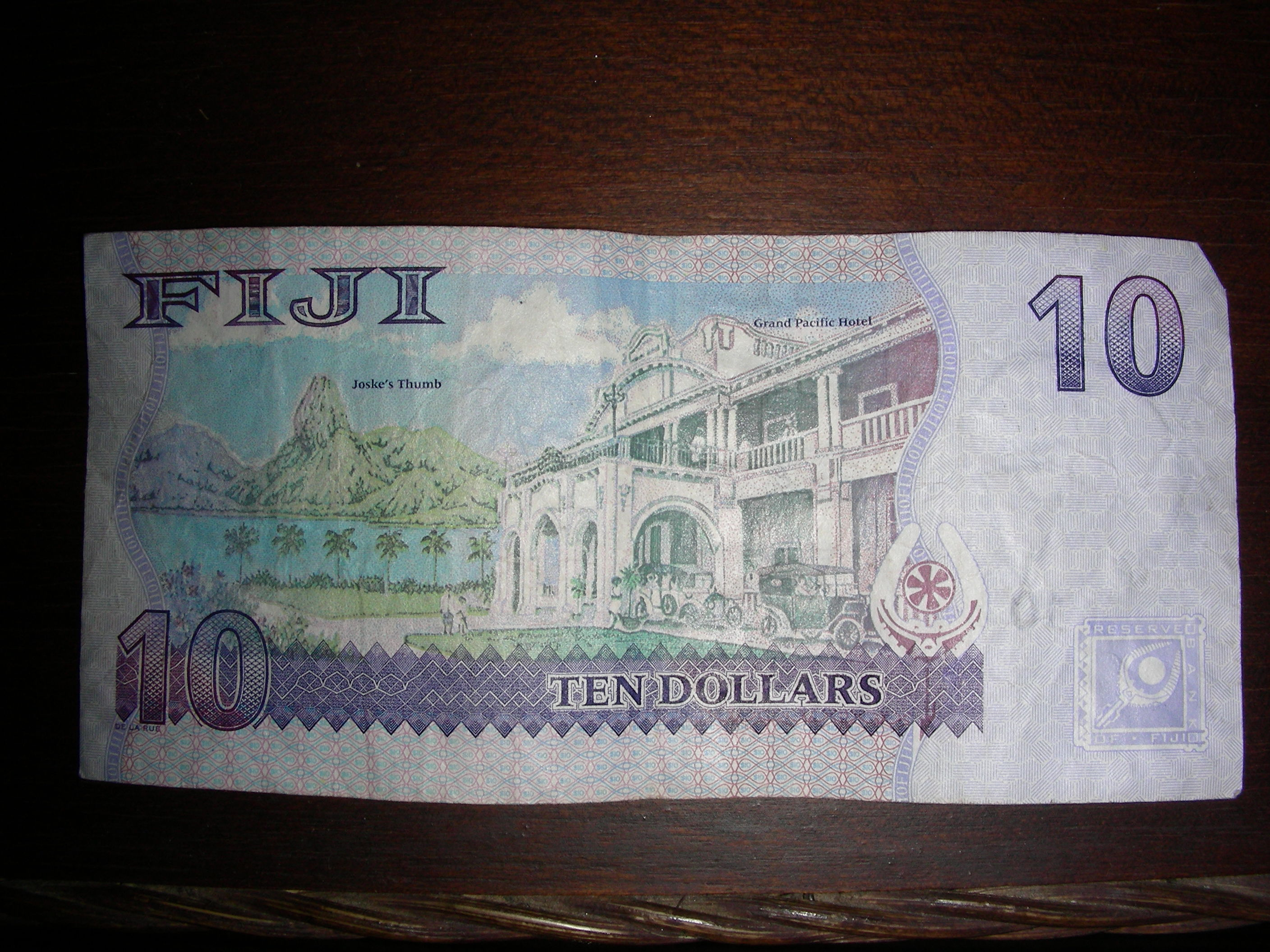
سلسلة 2012 فئة 10 دولارات

| سلسلة 2007 | سلسلة 2007    | سلسلة 2007                                       | سلسلة 2007    |
| القيمة     | اللون الرئيسي | وجه العملة                                       | تاريخ الإصدار |
| ---------- | ------------- | ------------------------------------------------ | ------------- |
| $2         | أخضر          | موهار (المنجد السيادي) / الملكة إليزابيث الثانية | 10 أبريل 2007 |
| $5         | بني           | كاتوني ماسيما / الملكة إليزابيث الثانية          | 10 أبريل 2007 |
| $10        | بنفسجي        | أنا بوبوراو ني بيت / الملكة إليزابيث الثانية     | 10 أبريل 2007 |
| $20        | بنفسجي        | فوا. دومودومو / الملكة إليزابيث الثانية          | 10 أبريل 2007 |
| $50        | أحمر          | واسكاسكا / الملكة إليزابيث الثانية               | 10 أبريل 2007 |
| $100       | أصفر          | واسكاسكا / الملكة إليزابيث الثانية               | 10 أبريل 2007 |

#### سلسلة 2012
| سلسلة 2002 | سلسلة 2002    | سلسلة 2002                        | سلسلة 2002    |
| القيمة     | اللون الرئيسي | وجه العملة                        | تاريخ الإصدار |
| ---------- | ------------- | --------------------------------- | ------------- |
| $5         | بني           | كاتوني ماسيما / ببغاء             | 2 يناير 2013  |
| $10        | بنفسجي        | أنا بوبوراو ني بيت / سمك بيلي     | 2 يناير 2013  |
| $20        | بنفسجي        | أنا بوبوراو ني بيت / ماك غيليفاري | 2 يناير 2013  |
| $50        | أحمر          | واسكاسكا / زهرة تاجيموسة          | 2 يناير 2013  |
| $100       | أصفر          | بولي كولا / ناناي (فيجي سيكادا)   | 2 يناير 2013  |

## الوضع الحالي والقيمة
سنة 2007 تم تقديم أوراق نقدية مغلفة بالبوليمر، مع إختلاف في حجم الأوراق النقدية.
سعر صرف الدولار الفيجي هي 1 دولار فيجي مقابل 0.49 دولار أمريكي.
في عام 2009، أصبح إلغاء تداول العملات المعدنية 1 و 2 سنتًا رسميًا وتم تقديم مجموعة عملات معدنية جديدة مكونة من 5 و 10 و 20 و 50 سنتًا بحجم مخفض. تم سحب العملات المعدنية القديمة بناءً على معيار الحجم الأسترالي من التداول. تم إدخال العملات المعدلة لتوفير تكاليف الإنتاج. القطعة الجديدة التي يبلغ سعرها 50 سنتًا هي أيضًا مستديرة بحواف من القصب بدلاً من اثني عشر جانبًا. يوم 2 مارس 2011، تم الإعلان عن أن فيجي سينخفض الملكة اليزابيث الثانية من النقود، والملاحظات، وبدلا من ذلك اختارت لمحلية النباتات والحيوانات.
نُظر إلى الاستبعاد على أنه انتقام لتعليق فيجي من عضويتها الكاملة في الكومنولث.
في 12 ديسمبر 2012 تم كشف عن النقاب عن مجموعة جديدة وصدرت في 2 يناير 2013. تشتمل السلسلة الجديدة من العملات الفيجية على عملة معدنية ثنائية المعدن (فولاذية مطلية بالنحاس) بقيمة 2 دولار مخصصة لتحل محل الورقة النقدية، وعملة أرق وخفيفة الوزن عملة 1 دولار. تتميز السلسلة الجديدة من الأوراق النقدية بالدولار الفيجي بنباتات وحيوانات فيجي لتحل محل صورة الملكة إليزابيث الثانية. كان أحد التغييرات في إعادة تصميم الأوراق النقدية بالدولار الفيجي هو 5 دولارات. طُبعت في الأصل على الورق، وتم إصدارها الآن كعملة ورقية من البوليمر.
وثم بنك الاحتياطي فيجي محافظ Savenaca Narube أعلن في 11 فبراير 2006 أن البوليمر سيتم إدخال الملاحظات المغلفة بالبلاستك، يتضمن صورا لأشخاص والثقافة المحلية، والتجارة والصناعة. وقال ناروبي إن الأوراق النقدية الجديدة، التي ستكون جاهزة للتوزيع في أوائل عام 2007، ستختلف في الحجم.
يتم تقديم سلسلة جديدة من الملاحظات، سلسلة تصميم "Flora and Fauna" اعتبارًا من عام 2013 والتي ستعرض النباتات والحيوانات المستوطنة في البلاد.
لم تعد صورة الملكة إليزابيث الثانية تظهر في سلسلة الأوراق النقدية الجديدة. لم تعد الورقة النقدية بقيمة 2 دولار، التي تمت صياغتها الآن، بمثابة مناقصة قانونية في 31 مارس 2013، وطُبعت الآن فئة 5 دولارات باللون الأخضر، وهو تغيير عن نظام الألوان البني والبني السابق. الورقة النقدية الجديدة بقيمة 5 دولارات، وهي أول ورقة نقدية من سلسلة تصميم «فلورا وفاونا»، دخلت حيز التداول في 2 أبريل 2013.

## طالع كذلك
- اقتصاد فيجي.
- دولار.
- فيجي.